# Pittige Pepernoten
Pittige Pepernoten is een Nederlands kinderprogramma dat werd uitgezonden in 1997, op tv-zender RTL 4. Het was onderdeel van jeugdblok Telekids. De serie zou als een voorloper op jeugdsoap De Club van Sinterklaas kunnen worden beschouwd.

## Verhaallijn
Samen met Fox Kids-presentator Berco proberen Wegwijspiet en Chefpiet uit de vorm geraakte Pieten weer op conditie te krijgen. Natuurlijk weet Berco hier alles van, als presentator van het ochtendgymnastiek-programma Wacky Wake-Up.

## Personages en acteurs
- Wegwijspiet - Michiel Kerbosch
- Chefpiet - Don van Dijke
- Zichzelf - Berco de Vos